# Avril 1752
Cette page présente les faits marquants du mois d'avril 1752.

## Événements
- Avril : les Môns s'emparent d'Ava[1], la capitale birmane, mettant fin à la dynastie Taungû. La même année, le chef birman Alaungpaya (Alompra) se rebelle et se proclame roi de Birmanie le 29 février[2] (dynastie Konbaung). Il reprend le contrôle de la majeure partie de la Haute-Birmanie, s'empare de Pégou, de Rangoon, du Tenasserim et meurt devant Ayutthaya (1760)[3]. À Pondichéry, Joseph François Dupleix décide d’intervenir aux côtés des Môns, tandis que la Compagnie anglaise des Indes orientales s’empare de l’île de Negrais en avril 1753 pour en faire une base navale[4]. Alaungpaya bat les Môns et leurs alliés français.